# Kempo tại Đại hội Thể thao Đông Nam Á 2007

Kempo tại Đại hội Thể thao Đông Nam Á 2007 là nội dung thi đấu biểu diễn. Các huy chương của môn thi đấu này không tính vào bảng tổng sắp huy chương. Kempo diễn ra trong ngày 15 tháng 12 năm 2007 với 10 nội dung thi đấu.

## Xếp hạng theo quốc gia
| Hạng | Đoàn       | Vàng | Bạc | Tổng |
| ---- | ---------- | ---- | --- | ---- |
| 1    | Indonesia  | 8    | 6   | 14   |
| 2    | Malaysia   | 1    | 3   | 4    |
| 3    | Đông Timor | 1    | 1   | 2    |
| Tổng | Tổng       | 10   | 10  | 20   |

## Bảng huy chương
| Nội dung              | Vàng                                                           | Bạc                                                                 |          |
| --------------------- | -------------------------------------------------------------- | ------------------------------------------------------------------- | -------- |
| Embu đôi nam          | Indonesia Maulana/Donny F                                      | Malaysia Lee Sau Yung/Wilmar                                        | chi tiết |
| Embu đôi nữ           | Indonesia Natalia K/Nengah Deriari                             | Indonesia Audraiadakiana/Octoriani                                  | chi tiết |
| Embu đôi nam nữ       | Indonesia Nofrialdi/Derifitri                                  | Malaysia Lee Sau Yung/Diane J                                       | chi tiết |
| Embu đồng đội nam     | Đông Timor Dominggus Savia Calostino Luis Pinto Thomas Correia | Indonesia Maulana Ludfianto R.Riral S. Donny Fianda Rusman M. Sidik | chi tiết |
| Embu đồng đội nữ      | Indonesia Derifitri Natalia K. Audra Rizici Oktaviani          | Indonesia Yusmirat Ninengah Rini Anitah Frinawati                   | chi tiết |
| Embu đồng đội hỗn hợp | Indonesia Nofrialdi Hartomo Audra Oktaviani                    | Indonesia Maulana Doni Yusmirat Rini Anitah                         | chi tiết |
| Randori 51 kg nữ      | Ni Nengah                                                      | Natalia K.                                                          | chi tiết |
| Randori 54 kg nữ      | Derifitri                                                      | Yusmirat                                                            | chi tiết |
| Randori 55 kg nam     | Chang Kok Meng                                                 | Luis Pinto                                                          | chi tiết |
| Randori 60 kg nam     | Rizal Setiawan                                                 | Adnan Samson                                                        | chi tiết |